# Paraglenurus scopifer
Paraglenurus scopifer is een insect uit de familie van de mierenleeuwen (Myrmeleontidae), die tot de orde netvleugeligen (Neuroptera) behoort. 
Paraglenurus scopifer is voor het eerst wetenschappelijk beschreven door Gerstäcker in 1888.